# Умкрыннэт-Северный
Умкрыннэт-Северный — ручей на севере Дальнего Востока России, протекает по территории Иультинского района Чукотского автономного округа. Длина — 18 км.
Название в переводе с чукот. — «кустарниковый распадок».
Берёт начало на северной стороне перевала Медвежий Экиатапского хребта, впадает в Кывэквын слева. Имеет несколько притоков, крупнейший из которых — Крутой.
В нижнем течении ручья обнаружено россыпное месторождение золота.